# Vostchnoï Kildine
Vostchnoï Kildine (en russe : Восточный Кильдин) est une localité du raïon de Kola de l'oblast de Mourmansk, en Russie arctique. Elle fait partie de l'établissement rural de Teriberka, et sa population s'élevait à 4 habitants au recensement de 2010.

## Géographie
Le village de Vostchnoï Kildine se situe dans l'oblast de Mourmansk, un oblast de la Laponie, en Russie arctique, et il fait partie du district fédéral du Nord-Ouest. Le village fait partie du raïon de Kola, le raïon de l'oblast, avec Kola comme centre administratif. Il fait partie de l'établissement rural de Teriberka, une municipalité du raïon.  
Vostchnoï Kildine, comme tout l'oblast de Mourmansk, est située dans le fuseau horaire MSK (heure de Moscou). Le décalage horaire appliqué par rapport au temps universel coordonné est +03:00.

## Démographie
Recensements (*) et estimations de la population,:
| 2002 * | 2010* | - | - |
| ------ | ----- | - | - |
| 22     | 4     | - | - |

Concernant les ethnies, en 2002, sur les 22 habitants, il y avait 86 % de Russes.